# 김약로
김약로(金若魯, 1694년 ~ 1753년)는 조선의 문신으로 정치가이다. 본관은 청풍. 자는 이민(而敏, 而民), 호는 만휴암(晩休庵). 노론의 핵심 거두였다. 영조 때 좌의정을 지냈다. 영의정 김상로의 형이다.

## 생애
영조 때 문과에 급제해, 승문원정자, 지평, 정언, 교리, 부교리, 시독관, 수찬, 검토관, 부수찬, 이조좌랑, 헌납, 응교, 부응교, 시강관을 지내고 동부승지, 참찬관, 승지, 대사성, 대사간, 부제조, 호조참의, 관리사에 이어 개성유수, 대사간, 공조참판, 병조참판, 예조참판, 동지경연사, 평안도관찰사에 이어 대사헌, 호조판서, 선공감제조, 세자빈객, 병조판서, 약방제조, 우참찬, 공조판서, 형조판서, 예조판서, 지경연사, 판의금부사에 이어 호조판서, 공조판서, 판의금부사, 예조판서, 이조판서를 지내고 경기도관찰사로 있다가 우의정을 거쳐 좌의정이 되고, 내국도제조와 사복시도제조 등을 했다. 시호는 충정(忠正)이다.